# Hermann Binkert

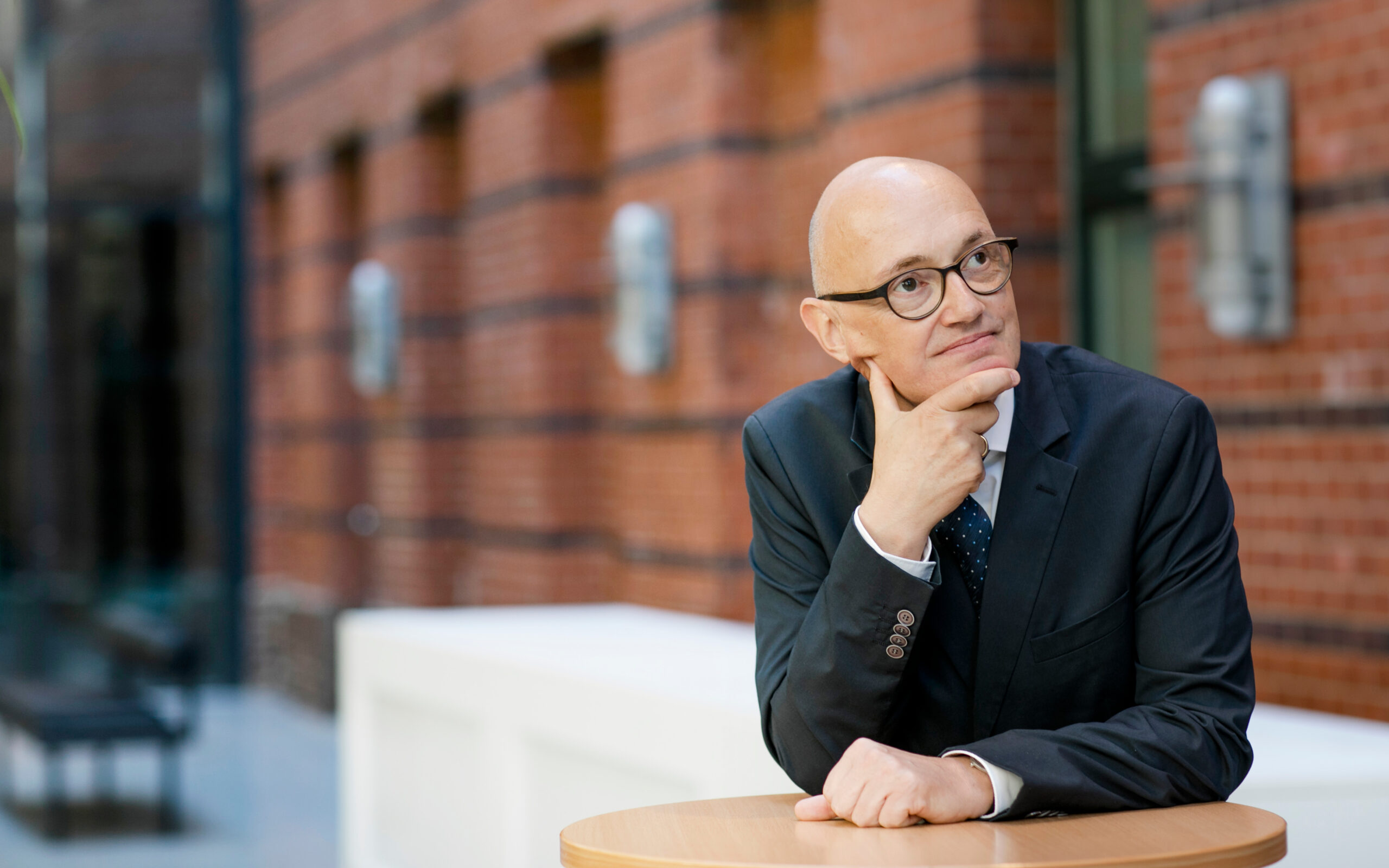
Hermann Binkert, um 2019

Hermann Binkert (* 14. November 1964 in Waldshut-Tiengen) ist ein ehemaliger deutscher Politiker (CDU) und Unternehmer. Er war von 2008 bis November 2009 Staatssekretär in der Thüringer Staatskanzlei. Er ist Gründer und Geschäftsführer des 2009 gegründeten Markt- und Sozialforschungsinstituts INSA-Consulere.

## Leben
Nach dem Studium der Rechtswissenschaft war Binkert von 1991 bis 1994 als wissenschaftlicher Mitarbeiter der Bundestagsabgeordneten Claudia Nolte (CDU) tätig, die 1994 zur Bundesministerin für Familie, Senioren, Frauen und Jugend im Kabinett Kohl V ernannt wurde. Ein Jahr später wechselte auch Binkert in das Familienministerium und war dort bis 1998 beschäftigt. Seit 1998 arbeitete Binkert in der Thüringer Staatskanzlei. Er begann als persönlicher Referent der Ministerpräsidenten Bernhard Vogel (bis 2003) und Dieter Althaus und war ab 2004 zusätzlich Referatsleiter für Politische Grundsatzfragen. Seit 2006 war Binkert zudem Leiter der Projektgruppe zum Solidarischen Bürgergeld.
Binkert ist römisch-katholisch, verheiratet und hat vier Kinder.

### Staatssekretär
Binkert war seit 1980 Mitglied der CDU. Vom 24. Juni 2008 bis zum 4. November 2009 war Binkert Staatssekretär in der Thüringer Staatskanzlei und Bevollmächtigter Thüringens beim Bund. In dieser Funktion leitete er die Thüringer Landesvertretung in Berlin. Binkert löste in der Staatskanzlei die bisherige Staatssekretärin Renate Meier ab. Sein Nachfolger im Amt des Bevollmächtigten des Freistaates Thüringen beim Bund wurde Ministerialdirigent Reinhard Stehfest.

### Unternehmer in der Marktforschung
Im November 2009 gründete Hermann Binkert das Institut für neue soziale Antworten (INSA) in Erfurt, das er seitdem leitet. Seit August 2011 ist er Geschäftsführer der INSA-CONSULERE. INSA ist hauptsächlich bekannt für die Sonntagsfrage („Wenn am nächsten Sonntag Bundestagswahl wäre …“), die jede Woche in der Bild-Zeitung, in der Bild am Sonntag und auf bild.de veröffentlicht wird. Der hauseigene Verlag der INSA-Consulere GmbH ist der Consulere Verlag, der Bücher herausgibt, u. a. auch von Hermann Binkert. Die INSA-Consulere GmbH unterstützt dabei das gemeinnützige Institut für neue soziale Antworten, das von der INSA-Stiftung gGmbH getragen wird.

## Politische Positionen

### Solidarisches Bürgergeld
In seiner Zeit als Referatsleiter für Politische Grundsatzfragen beim Thüringer Ministerpräsident und seit 2006 als Leiter der zuständigen Projektgruppe konzipierte Binkert das von Ministerpräsident Dieter Althaus vertretene Konzept des Solidarischen Bürgergelds. Beim Solidarischen Bürgergeld handelt es sich um ein Konzept „einer ganzheitlichen Steuer- und Sozialpolitik in der Systematik der negativen Einkommensteuer.“ Vorgesehen ist in dem Konzept die Einführung eines partiellen bedingungslosen Grundeinkommens, eine Reform der Einkommensteuer, die Umgestaltung der Finanzierung der Sozialversicherung sowie eine Zusammenführung von Transferleistungen. Gemeinsam mit Dieter Althaus gab Binkert 2010 ein Buch zum Bürgergeld heraus.

### Öffentliche Rolle und publizistische Tätigkeit
Binkert kommentiert die von INSA erhobenen Umfrageergebnisse mit eigener Einschätzung mittels Pressestatements, in Interviews, durch Aufsätze und Vorträge. Als Gastredner tritt er häufig bei Konferenzen und Veranstaltungen auf, so bei der Bundesvereinigung Liberaler Mittelstand und der Mittelstands- und Wirtschaftsunion. Auf der Executive-Night des Ludwig-Erhard-Gipfels der Weimer Media Group im Juli 2021 sagte Binkert den Wahlsieg des SPD-Kanzlerkandidaten Olaf Scholz bei der Bundestagswahl im September voraus. Im Magazin The European kommentiert Binkert regelmäßig aktuelle Umfragen.

### Kritik
Binkert wurde von Journalisten eine Nähe zur Partei Alternative für Deutschland (AfD), insbesondere zu deren Thüringer Landesverband nachgesagt. Im Jahr 2014 erbrachte das Unternehmen DO Dienstleistungsoffice, an der INSA beteiligt war, Leistungen für die AfD-Fraktion im Thüringer Landtag und erhielt bis zu 8.000 Euro monatlich laut Recherchen des Spiegel. Dessen Redakteur Severin Weiland schrieb, Binkert habe zuvor in der Huffington Post „mehrere positiv klingende Artikel über die AfD“ verfasst.
Im September 2015 gründeten Landtagsabgeordnete und Mitarbeiter der AfD Thüringen, sowie auch Mitglieder der CDU Thüringen und der AfD im INSA-Haus einen Verein unter dem Namen Bürgerbündnis für Thüringen, wie im Mai 2016 durch Recherchen der Zeitung Thüringer Allgemeine bekannt wurde. Laut Bericht gehörte zu den zehn Mitgliedern auch Hermann Binkert.
Laut Binkert bekam sein Meinungsforschungsinstitut 2021 „Aufträge von allen Parteien im Bundestag und in den Landtagen.“ Auf Veranstaltungen auf dem INSA-Haus waren zuletzt Bundes- und Landespolitiker von CDU, FDP, SPD und Linke zu Lesungen, Grußworten und Vorträgen eingeladen.

## Mitgliedschaften
Binkert war bis 2014 Mitglied der CDU. Zeitgleich zu seinem Austritt wurde berichtet, dass er die AfD berate. Er dementierte aber Wechselabsichten. Er ist weiterhin Mitglied der Vereinigung Mittelstands- und Wirtschaftsunion, der Interessenvertretung der Unternehmer, Selbständigen und Freiberufler in der CDU/CSU. Binkert war kurzzeitig Mitglied des Vereins Werteunion, hat den Verein inzwischen verlassen und gab an, in der Werteunion „nie wirklich aktiv“ gewesen zu sein.
Im November 2015 wurde Binkert in den Wissenschaftlichen Beirat des Bundesverbandes mittelständische Wirtschaft (BVMW) berufen. Binkert sitzt zudem im Beirat für Forschung und Entwicklung des Social-Impact-Unternehmens BG3000. Er ist Mitglied im Landesvorstand des Familienbunds der Katholiken im Bistum Erfurt.

## Veröffentlichungen (Auswahl)
- gemeinsam mit Dieter Althaus (Hrsg.), Solidarisches Bürgergeld, Erfurt 2010, ISBN 978-3-8423-3197-6[8]
- gemeinsam mit Dieter Althaus (Hrsg.), Solidarisches Bürgergeld, den Menschen trauen, Freiheit nachhaltig und ganzheitlich sichern, mit weiteren Beiträgen von Götz Werner und Michael Schramm, Norderstedt 2013, ISBN 978-3-8423-3197-6
- Gesundheit Thüringen Jahrbuch 2020, so fühlen wir uns im Corona-Jahr, gemeinsam mit Hanno Müller, Essen 2020, ISBN 978-3-8375-2380-5
- DIA Studie 50plus 2017, Einzigartigkeit des Alterns, durchgeführt vom Deutschen Institut für Altersvorsorge (DIA) und dem Meinungsforschungsinstitut INSA, gemeinsam mit Klaus Morgenstern, mit Beiträgen von Dieter Althaus, Gabriele Beibst, Jens Spahn u. a., Erfurt 2018, ISBN 978-3-943520-05-7
- INSA-Generationenstudie „Bewusster Leben“, gemeinsam mit Gabriele Beibst, mit Beiträgen von Thomas de Maizière u. a., Erfurt 2014, ISBN 978-3-943520-04-0